# Ričica (folyó)
A Ričica egy bukófolyó Horvátországban, Likában.

## Leírása
A Ričica a Gračaci-mező északnyugati részén, Raduč falu közelében, 595 m magasságban fakad és délkeletre folyik. Egy szakaszán, Lovinac és Štikada között Ričinának nevezik. Folyásának középső részén, a Cvituški-hídtól a Štikadai-tóig a folyó néhol 10 méter mély kanyont vág a talajba. A Štikadska bara víztározó, illetve a HE Velebit vizierőmű megépítéséig (1984) vize több víznyelőben (Našića-ponor, Pojište, Gaćešina, Milićev ponor) tűnt el. A víznyelők előtt elágazott és egyik ága a Našica-víznyelőben, míg a másik ág Krivak néven három víznyelőben a Pojište, a Gaćešina, és a Milićev ponorban bukott a föld alá. Ezután átfolyt a Velebit hegység alatt, és a Zrmanja mellékvizeként Dabarnica néven tört újra a felszínre. Ma vize a HE Velebit vizierőművel látja el vízzel.
A Ričica hosszúsága 24,3 km, vízgyűjtő területe 218 km². Szélessége 5–15 m, mélysége pedig 0,5–3,0 m között váltakozik. Mellékvizei a Jadičevac, a Brničevo, a Rakitovac és a Suvaja. 
Jobb oldali mellékvize az 1,5 km hosszú Jadičevac-patak, amelyek forrása a Crno vrelo és az 1,8 km hosszú Brnčevo-patak, a bal oldali mellékvizei pedig a Rakitovac-patak, amely a Šarić-tótól ered és 1,6 km után ömlik Ričicába, valamint a Smokrić falunál eredő Suvaja-patak folyóba ömlik, és 8,5 km után folyik a Ričica folyóba. A Ričica az Opsenicából, egy 1230 m hosszú csatornából is kap vizet.

## Fordítás
Ez a szócikk részben vagy egészben  a(z)   Ричица_(ријека) című szerb Wikipédia-szócikk ezen változatának fordításán alapul.  Az eredeti cikk szerkesztőit annak laptörténete sorolja fel. Ez a jelzés csupán a megfogalmazás eredetét és a szerzői jogokat jelzi, nem szolgál a cikkben szereplő információk forrásmegjelöléseként.